# سارة ويدينغتون
سارة ويدينغتون (5 فبراير 1945 - 26 ديسمبر 2021)، هي محامية وأستاذة أمريكية. كانت جزءًا من المجلس التشريعي في تكساس.
اشتهرت في سبعينيات القرن العشرين بترافعها وفازت في قضية المحكمة العليا “رو ضد ويد” التي أقرت الحق في الإجهاض في الولايات المتحدة.
توفيت ويدينغتون عن عمر يناهز 76 عامًا.

## من مؤلفاتها
- A Question of Choice (بالإنجليزية). Penguin Books. 1993. p. 320. ISBN:0140177981. Archived from the original on 2022-10-02.